# Bắc Giang
För provinsen, se Bắc Giang (provins).
Bắc Giang är huvudstad i provinsen Bắc Giang i norra Vietnam. Staden är belägen några mil nordost om Hanoi, och folkmängden i centralorten uppgick till cirka 110 000 invånare vid folkräkningen 2019.